# Kurt Huber
Pour les articles homonymes, voir Huber.
Kurt Huber est un résistant allemand, membre du groupe La Rose blanche, né le 24 octobre 1893 à Coire en Suisse, et guillotiné à la prison de Stadelheim de Munich le 13 juillet 1943.

## Biographie
Professeur de philosophie à Munich à partir de 1920, il n'est, à la fin de la république de Weimar, pas hostile aux positions défendues par le parti nazi, notamment s'agissant de l'opposition aux politiques marxistes. En 1935-36, il devait aider à la fondation d'une école allemande pour la musique populaire et la danse, clairement proche des nazis et des Jeunesses hitlériennes.
En janvier 43, après que ses relations avec le régime se sont dégradées, il entre en contact avec La Rose blanche par l'intermédiaire de certains de ses étudiants comme Hans Scholl et Alexander Schmorell. C'est lui qui a écrit la grande majorité du sixième et dernier feuillet du mouvement, appelant à la fin du national-socialisme.
Huber est arrêté le 27 février 1943, destitué de son doctorat et de sa chaire d'enseignement par l'université de Munich et traduit en justice le 19 avril 1943 pour haute trahison ; il est guillotiné le 13 juillet, à l'âge de quarante-neuf ans. 
Un square en face de l'université Louis-et-Maximilien de Munich porte le nom de Place du professeur Huber.